# قطار سفينة
قطار السفينة هو قطار ينقل الركاب من السفينة وإليها.